# MOS 6501
Il MOS 6501 è il primo microprocessore a 8 bit commercializzato da MOS Technology ed il primo membro della famiglia di microprocessori 65xx. Fu progettato da diversi ingegneri che avevano sviluppato il Motorola 6800, tra cui Chuck Peddle e Bill Mensch, che avevano lasciato la società per realizzare un processore simile a quello ma molto più economico: il 6501 era infatti compatibile a livello di pin con il chip di Motorola ma costava solo 20 dollari contro i 300 del rivale. La presentazione ufficiale del 6501 fu tenuta l'11 settembre 1975 durante il "WESCON 75" (Western Electronic Show and Convention), una fiera dell'elettronica che si teneva annualmente a Los Angeles. Fu in seguito tolto dal mercato per problemi legali con Motorola e sostituito completamente dal MOS 6502.

## Sviluppo

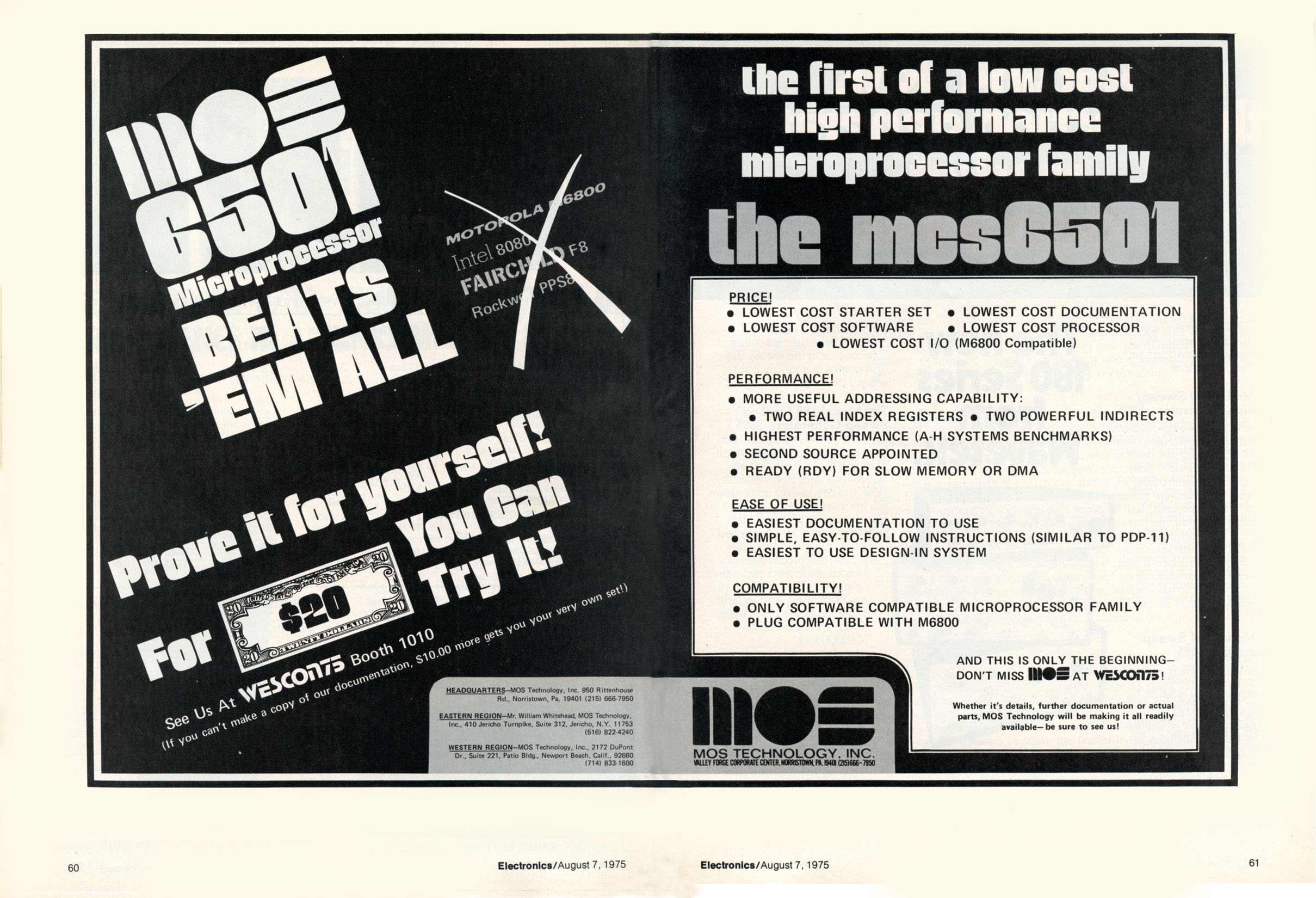
Pubblicità di lancio del MOS 6501 di MOS Technology del 1975.

Il 6800 fu progettato come prodotto per un uso embedded. Motorola decise di vendere il processore a 300 dollari. Nonostante fosse un buon prodotto, il chip non fu accolto molto bene dal mercato, perché il prezzo era ritenuto troppo alto. Chuck Peddle, che stava promuovendo il processore fra i clienti Motorola, capì che questi volevano un processore che costasse sui 20/25 dollari. Discusse di questo con la dirigenza di Motorola ma questa non volle né abbassare il prezzo del 6800 né sviluppare un prodotto più economico. Iniziò perciò a lavorare per proprio conto ad una versione ridotta del 6800 ma i vertici societari, venuti a sapere della cosa, ne bloccarono lo sviluppo. Peddle, con Bill Mensch e gli altri ingegneri che avevano lavorato al 6800 decisero di lasciare Motorola per cercare un altro produttore presso cui realizzare il processore a cui stavano lavorando, accordandosi alla fine con MOS Technology, un piccolo produttore di semiconduttori di Norristown (Pennsylvania).
Il processore fu battezzato MOS 6501. Grazie al progetto che prevedeva poche istruzioni ed alla sua architettura molto semplice, che permetteva di contenerne la superficie del die in modo che per ogni wafer si ottenessero molti chip, il costo di produzione fu contenuto, così che fu possibile limitare il prezzo finale di vendita del processore a 25 dollari. Insieme al 6501 fu sviluppato anche il MOS 6502, simile al precedente ma con una diversa piedinatura. Entrambi i chip furono presentati alla fiera dell'elettronica WESCON 75 l'11 settembre 1975, con l'annuncio della presentazione che fu dato tramite alcune riviste del settore. Con l'arrivo del 6502, MOS decise di abbassare il prezzo del 6501 a 20 dollari e di prezzare il 6502 a 25 dollari.

## Caratteristiche

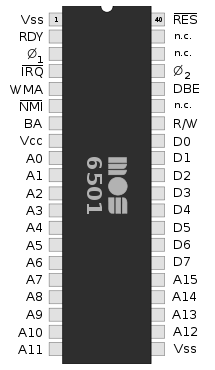
Piedinatura del MOS 6501.

Il nuovo processore era simile al 6800. Come questo usava pochi registri: aveva un solo accumulatore, 2 registri indice ed 1 puntatore allo stack, tutti ad 8 bit. Il bus indirizzi era a 16 bit. Rispetto al 6800, il 6501 aveva molti più modi di indirizzamento, permettendo di utilizzare i suoi registri indice e lo stack in maniera molto efficiente: ad esempio, con lo stack era possibile accedere alle celle di memoria poste nell'intervallo di indirizzo 0-255 (esadecimale: $00-$FF), la cosiddetta "pagina zero", utilizzando 1 solo byte come indirizzo.
Nonostante il 6501 non fosse compatibile a livello di codice con il 6800, MOS Technology mantenne la stessa piedinatura per favorire l'interscambiabilità con il prodotto di Motorola: in questo modo i progettisti potevano sostituire il chip senza problemi, dovendo poi adattare solo la parte software. Dal progetto del chip derivò anche il MOS 6502, terminato poco dopo il predecessore. Il 6502 differiva dal 6501 per una diversa disposizione dei piedini, che lo rendeva incompatibile con i circuiti progettati per il 6800, e per un generatore di clock interno.

## Ritiro dal mercato
A causa della compatibilità a livello di piedinatura del 6501 con il 6800, Motorola denunciò MOS Technology nel mese di novembre del 1975 affermando che i suoi ex-ingegneri avevano utilizzato informazioni tecniche sviluppate presso la loro vecchia società per progettare il microprocessore 6501. La causa si risolse nel mese di maggio del 1976 con MOS Technology che si accordò con Motorola per pagare 200.000 dollari per l'acquisto delle licenze dei chip periferici di Motorola e per togliere dal commercio il 6501. Per competere con MOS Technology, Motorola fu però costretta a ridurre il prezzo del 6800 a 35$.